# Beat Mändli
Beat Mändli (* 1. Oktober 1969 in Laufen-Uhwiesen, Kanton Zürich) ist ein Schweizer Springreiter.

## Karriere
Da seine Eltern einen Reit- und Handelsstall mit rund 50 Pferden führten, gehörten Pferde von Beginn an zu seinem Leben. Als er allerdings im Alter von zehn Jahren während der Ehrenrunde vom Pony fiel, legte er eine eineinhalbjährige Reitpause ein. Nachdem er sich hatte überreden lassen, wieder zu reiten, gewann er bereits zwei Jahre später sein erstes S-Springen.
Bei den Olympischen Spielen in Sydney gewann er auf Pozitano mit der Schweizer Mannschaft die Silbermedaille. Anfang 2014 beendeten der Schweizer Pferdebesitzer Paul Bücheler und Mändli ihre Zusammenarbeit, Bücheler hatte Mändli mehrere Pferde zur Verfügung gestellt. In Folge ging er in die Vereinigten Staaten, wo er die Springreiterin Katherine Dinan trainiert, zudem stellt ihm die Familie Dinan mehrere Pferde für den Turniersport zur Verfügung.
Im August 2013 befand er sich auf Rang 82 der Springreiter-Weltrangliste.

## Privates
Beat Mändli ist das jüngste von fünf Kindern. Er ist verheiratet und hat einen Sohn.

## Pferde

### Aktuelle Pferde
- Antares F (* 2000), Württemberger Schimmelwallach, Vater: Araconit, Muttervater: Cento, beim Bundeschampionat 2006 von Thomas Voß geritten, bis Anfang 2010 von Seth Vallhonrat geritten, 2010 teilweise von André Thieme geritten, anschließend bis zum Jahr 2013 von McLain Ward geritten[4][5]

### Ehemalige Pferde
- Principal 12 (* 1996), Mecklenburger Schimmelwallach, inzwischen von Martin Fuchs geritten
- Pozitano
- Oh Harry (* 1995), brauner Belgischer Warmblut-Wallach
- Louis 162 (* 2000), brauner Oldenburger-Wallach, Vater: Lord Pezi, Muttervater: Ultraschall, Besitzer: Paul Bücheler
- Magnus Romeo (* 2001), dunkelbrauner Hengst, Vater: Royal Feu, bis zum Frühjahr 2009 vom argentinischen Reiter Martin Mallo geritten, anschließend bis Juni 2010 von Clarissa Crotta geritten, seit April 2011 von Hans-Dieter Dreher geritten
- Colore (* 2002), brauner Holsteiner Hengst, Vater: Contender, Muttervater: Lord, seit Dezember 2012 von Hans-Dieter Dreher geritten
- Costa del Sol (* 2002), KWPN-Schimmelstute, Vater: Cassini I, Muttervater: Corofino I, Ende 2011 von Annina Züger geritten, 2012 von Niklaus Schurtenberger geritten
- Webster (* 2003), brauner KWPN-Wallach, Vater: Hors la loi II, Muttervater: Lux, von Mai 2012 bis August 2012 von Hans-Dieter Dreher geritten, Ende 2012 von Annina Züger geritten, seit Sommer 2013 von Jürgen Krackow geritten[6]